# Бегуны
Бегуны́, стра́нники (Бегу́нский толк, Стра́нническое, или Адамово согласие) — одно из беспоповских направлений старообрядчества. В разных районах России именовались: скрытниками, сопелковцами, подпольниками, голбешниками.

## История

### Основание
Около 1766 года возникло самостоятельное течение в беспоповстве — странническое согласие. Причиной его появления служило смягчение политики правительства по отношению к старообрядцам и вызванные этим разногласия в их среде о допустимости записи в раскол. Спорившие разделились на 3 группы: а) «записные», согласившееся записаться; б) «укрывающиеся за попами», за взятку попам скрывшие принадлежность к старообрядчеству; в) «странники», предпочитавшие нелегальное положение. Последние заявили, что первые две группы должны каяться и нести епитимии. Они считали, что невозможно сохранить «истинную церковь», контактируя с «антихристовым» миром, необходимо бежать и скрываться от «антихристовых» властей. Таких убеждений придерживался, например, старовер Андреян. Судьба первых общин странников неизвестна.
Идеи их развил некто Евфимий, родом из Переславля-Залесского, живший некоторое время в среде филипповцев, потом военный дезертир. Живя в Москве, он пришёл к убеждению, что даже «крепкие христиане» не заслуживали такого наименования вследствие их двоедушного отношения к православию и православному правительству, и признал необходимым бороться с таким, с точки зрения истого беспоповца, злом. Для начала Евфимий послал «московским старцам» — филипповцам 39 вопросов, прося дать ему ответы. Ответа не было дано, и это побудило вопрошателя тем настойчивее стремиться к исполнению задуманного плана.
Исходной точкой послужило для него беспоповское учение о воцарении Антихриста. Он повторил старую раскольническую мысль о императоре Петре I как антихристе, подыскав к ней как можно более аргументов, и указал антихриста в лице царствующих особ, как преемников Петра и исполнителей воли его. «Апокалипсичный зверь, — писал Евфимий, — есть царская власть, икона его — власть гражданская, тело его — власть духовная». В практическом выводе это означало, что остался один для «верующих» путь ко спасению — «не пространный, еже о доме, о жене, о чадах, о торгах, о стяжаниях попечение имети», а «тесный и прискорбный, еже не имети ни града, ни села, ни дома». Нужно вступить в брань с Антихристом. Но как же вести её? Так как открыто бороться нельзя, то «достоит таитися и бегати», порвать все связи с обществом, уклониться от всех гражданских повинностей — видимых знаков власти антихристовой: записи в ревизии, платежа податей, военной службы, паспортов, присяги. Всякий желающий вступить на этот путь, кто бы он ни был, непременно должен принять новое крещение. Решение Евфимием вопроса в указанном смысле состоялось, вероятно, не без влияния со стороны некоего «странника» Иоанна. Кто был Иоанн и откуда — неизвестно; но несомненно, что «случайный незнакомец» Евфимия был для него влиятельным советником. Между прочим, он дал Евфимию совет крестить себя самого, что Евфимий и исполнил в 1772 году. В пошехонских лесах Евфимий обрёл себе первых последователей, но не более восьми. Скрываясь сначала в лесах галичских, потом в окрестностях Ярославля, Евфимий занимался иконописанием, перепискою книг, а также сочинительством. Он был большой любитель книг. В 1792 году Евфимий умер.
По смерти Евфимия в роли наставницы выступила его спутница Ирина Фёдорова, крестьянка из Тверской губернии. Она не могла заменить Евфимия, но учение его продолжало распространяться благодаря его сочинениям, из которых наибольшее уважение в среде бегунов получил так называемый «Цветник десятословный», содержащий обличение «вин» и «пороков» старообрядцев. Ирина перешла в село Сопёлки, что на правом берегу Волги недалеко от Ярославля, при ручье Великоречке. Это село с тех пор стало играть роль столицы бегунства; по его имени самый толк иначе называется «сопелковским».

### Расколы
Последователями Ирины в Сопёлках явились крестьяне Пётр Крайнев и Яков Яковлев. Между ними завязался первый в истории толка спор о том, при каких условиях может быть совершён приём в согласие. Яковлев, рассуждая в духе Евфимия, утверждал, что только тот может считаться членом бегунского общества, кто действительно будет скрываться; Крайнев, поддерживаемый Ириною, находил возможным принимать в общество и тех, кто даст обет выйти в странство, хоть и будет оставаться дома. На первых порах спор окончился тем, что Яковлев оставил Сопёлки, однако через несколько лет сам Яковлев при свидании с ярославскими бегунами на пути своём в Сибирь, в ссылку, не произнёс против них строгого осуждения. С тех пор в согласие бегунов стало входить много лиц «жиловых». Им было поставлено в обязанность давать приют действительным странникам. При их домах существовали бегунские «пристанодержательства», связующие бегунов в одно целое. Пристани устраивались с тайниками для «крыющихся» в виде ям под лестницами, чуланами, иногда за стеной или под двойной крышей; тайник одного дома соединялся с тайником другого, третьего и т. д., а тайник последнего дома выходил куда-нибудь в сад, перелесок, на большую дорогу. Странноприимцы, состоящие членами толка под условием одного обета странства, обязаны исполнить этот обет перед концом жизни и умереть в действительном «странствовании»; но и это требование большей частью выполнялось лишь по форме. Перед приближением смерти странноприимца его помещали в тайнике «пребывать в душеспасительном страхе», в полицию же подавалось объявление о его побеге, и затем, если больной положительно безнадёжен к выздоровлению, его перекрещивали.
В первой четверти XIX века в среде бегунов возник новый спор по вопросу о деньгах: «можно ли их брать страннику?». Некий Иван Петров из Костромской губернии решил вопрос в отрицательном смысле на том основании, что на деньгах находится государственный герб. Чтобы отделиться от несогласных с ним, он крестил сам себя. Шла молва о воздержной жизни нового проповедника, и это склонило многих на его сторону. Сначала Иван скитался в окрестностях Ярославля, затем жил в пошехонских лесах, наконец перешёл к Вологде. Последователи Евфимия, не согласившиеся с Петровым, делали попытки к умиротворению возникшего «раскола», но Петров до конца жизни (умер в 1860) остался при своём мнении. Толк «безденежников», в некоторых местах известный также под именем антипова согласия, был незначителен.
В 1860-х годах произошло новое разделение в бегунстве по милости наставника Никиты Семёнова (Киселёва), сочинителя «Малого образа ересей», ярого пропагандиста, ездившего со своею проповедью не только по лесам пошехонским и вологодским, но и по многим городам, не исключая и Москвы. В конце 1854 года Никита был взят полицией, но изъявил намерение присоединиться к церкви и был освобождён, после чего опять стал странствовать по России. Для своей общины Никита написал устав, по которому устройство её представляется в таком виде: во главе стоит управляющий, как бы некий патриарх; для нескольких мест должен быть старший, вроде епископа; в каждой отдельной местности имеется настоятель вроде пресвитера. Многие не приняли «статей» Никиты; произошло разделение. Строгих приверженцев Семёнова называют «статейниками» или «иерархитами», противников их — «противостатейниками». Первым «патриархом» стал сам основатель течения Никита Семёнов. В 1910 году четвёртый патриарх статейников Арсений (в миру Павел Васильевич Рябинин) занялся активной торговлей и предпринимательской деятельностью, что вызвало падение пожертвований со стороны купечества, протест со стороны многих приверженцев и, в результате, новый раскол. В мае 1913 года основной оппонент Рябинина, Фёдор Михайлов, собрал собственный собор, на котором предал того анафеме. 13 августа 1914 года Рябинин был арестован в Ярославле как беглый каторжник и отправлен отбывать наказание в Александровский тюремный замок под Иркутском. В конце апреля 1918 года он был освобождён и вновь возглавил секту, а в конце 1921 года принял иночество. К этому моменту советская власть изъяла всё торговое и производственное имущество секты. В 1930 году был разгромлен её Даниловский центр, но незначительные группы статейников сохранились и поныне.
В то же время возник между странниками вопрос о браке. Первыми проповедниками брачной в странстве жизни были Мирон Васильев из Пошехонского уезда и Николай Косаткин — из Череповецкого. В 1870-х годах их мысль нашла усердного защитника в лице крестьянина Новгородской губернии Михаила Кондратьева. Совершать браки стали под условием взаимного обета верности и при пении молебна. Бегунство по его принципу — самый строгий аскетизм. Все бегуны по идее — иноки. Уставы их необыкновенно строги; особенно тяжелы наказания за прелюбодеяние. Не было, однако, ни одного страннического наставника, который не имел бы нескольких наложниц.

### Преследования
В 1854 году по указанию императора в Ярославской губернии был создан особый совещательный комитет для обсуждения «вредоносности бегунов». Официальное православие высказалось за ужесточение репрессий, в результате чего бегуны были признаны «вредной сектой», для пресечения деятельности которой были разрешены меры гражданского и церковного воздействия. В 1850—1851 сектой занимался командированный в Ярославскую губернию писатель И. С. Аксаков. Некоторые чиновники опасались, что он слишком мягко относился к разоблачаемым.

### Распространение
На начало XX века бегуны, несмотря на то что численность их всегда была незначительной, из-за подвижного образа жизни быстро распространились по территории России, начиная с Петербурга и до глубины Сибири, наиболее же часты они были в Ярославской, Костромской, Олонецкой и Владимирской губерниях.
Численность бегунов на конец XX века была незначительна, они представляли собой мелкие разрозненные общины, не признающие гражданских и церковных законов и скрывающиеся в глухих местах Сибири и северного Урала.

## Характеристика
Спасением души считали «вечное странство», разрыв с миром, изоляция от общества, отказ от любых гражданских функций, повинностей и обязанностей.
Считали, что живут в эпоху Антихриста, ассоциировали его с официальной светской и духовной властью. В связи с этим призывали не платить налогов, отказываться от военной службы, не получать документов как «явных знаков антихриста» и др. Большинство бегунов имело самодельный паспорт, представляющий собой, как правило, простую бумагу с надписями типа: «Господь защититель живота моего: кого страшуся?», «Сей пачпорт духовный по точкам чти тихо: царь царей!».
Видели близким Конец Света, Второе пришествие Христа. Было предположение, что Новый Иерусалим спустится к Каспийскому морю, куда совершались паломничества.
С деятельностью бегунов связывают распространение легенды о Беловодье.
Давали обет отправиться в странствие, отказаться от дома. Выполнить его, однако, можно было и перед смертью, причём формально, до тех пор живя хотя и строго, но на одном месте, называясь «жиловыми», странноприимцами (принимали тех, кто уже в странствии). Считалось, что обет очистит все грехи.
При вступлении в общину принимали новое крещение и новые имена.
Отрицали сословия и частную собственность. Но жиловые зачастую были зажиточны и даже применяли труд батраков.
Своих умерших хоронили тайно, в сараях, погребах или в лесу, но не на кладбище, в саване или рогоже без гроба, не отмечая место захоронения.

## Группы
Внутри бегунов обособились отдельные толки и согласия:
- Неплательщики. Толк зародился в Красноуфимском уезде Пермской губернии во второй половине XIX века, первоначально распространялась преимущественно на уральских заводах. Отказались от религиозной обрядности: частично отвергли почитание святых (поклоняясь отдельным «старым» мощам), богослужение, таинства, не совершали крестного знамения, не носили креста, не признавали постов. Молитвы заменили на домашние религиозные беседы, на которых читали некоторые религиозные книги. Со введением в 1874 году всеобщей воинской повинности часто стали не подчиняться властям, чем вызвали на себя гонения: большая часть была сослана в Сибирь. После революции их остатки в Пермской области рассеялись, частично смешавшись с другими старообрядческими течениями, в Сибири же продолжали жить оседло, небольшими коммунами: отдельные общины продолжают существовать в Восточной Сибири.
- Лучинковцы. Толк зародился в начале 1870-х годов на Невьянском горном заводе Пермской губернии. К концу XIX века центром их стала деревня Федьковка Шурлинской волости Екатеринбургского уезда. Считали, что единственный предмет богослужения, не запятнанный Антихристом — лучина, отвергали также все другие средства освещения, деньги и торговые приспособления. Согласно их идеологии, Антихрист воцарился на Руси ещё в 1666 году. Общины их встречались ещё в первой половине XX века, но затем исчезли.
- Безденежники (Антипово согласие). Отвергали деньги, решая возникающие при этом проблемы с помощью странноприимников.
- Брачные странники. Разрешается брак и после принятия обета странничества.
- Пустынники. Движение возникло в одной из станиц Ярославской губернии. Странничество заменяли удалением в глухие леса или пустыни, где организовывали общины на максимально аскетических и отшельнических принципах.
- Статейники (иерархиты). Вводилась церковная иерархия.

## Преимущий старший («патриарх») Странников «статейников»[4]
1. Никита Семёнов (Никита Семёнович Киселёв) (1860 — 4 марта 1894)
2. Роман Логинов (1895 — 10 августа 1900)
3. Корнилий Петрович Пятаков (1 сентября 1900 — 21 августа 1910)
4. Александр (Павел) Васильевич Рябинин (о. Арсений) (1910—1937)
5. Афанасий Иванович Коровин (1937—1938)
6. Василий Иванович (Кузнецов) (1938—1941)

- Никон Степанович (о. Никита)
- инок Варлаам (Перевышин Григорий-Василий Николаевич) (—1971)
- о. Иона (—1974)
- о. Илья (—1987?)
- о. Артемий (—1990)
- о. Варфоломей (—2002)
- о. Владимир (2002 — 8 июля 2014)
- о. П. (сентябрь 2014 —

## Преимущий старший Странников «статейников» корнило-фёдоровцев[4]
- Фёдор Михайлович (май 1913 — 27 мая 1917)
- Александр Петрович Берсенев (1917 — 4 января 1941)

## Упоминание в художественной литературе
Один из главных героев новеллы «Странник» Леопольда фон Захер-Мазоха принадлежит к секте бегунов.
В романе Фёдора Достоевского «Преступление и наказание» Порфирий Петрович упоминает, что оговоривший себя работник Миколка «не просто раскольник, а прямо-таки сектант, в роду бегуны бывали».
Упоминаются в романе Льва Толстого «Воскресение».
В романе Льва Овалова «Помни обо мне» подробно описан уклад жизни в секте.
В литературоведческой среде идут споры о том, является ли бегуном главный герой рассказа «Касьян с Красивой Мечи» Ивана Тургенева.
В пьесе Максима Горького «На дне» Лука советует Сатину «к бегунам идти».